# Fågelhandlaren

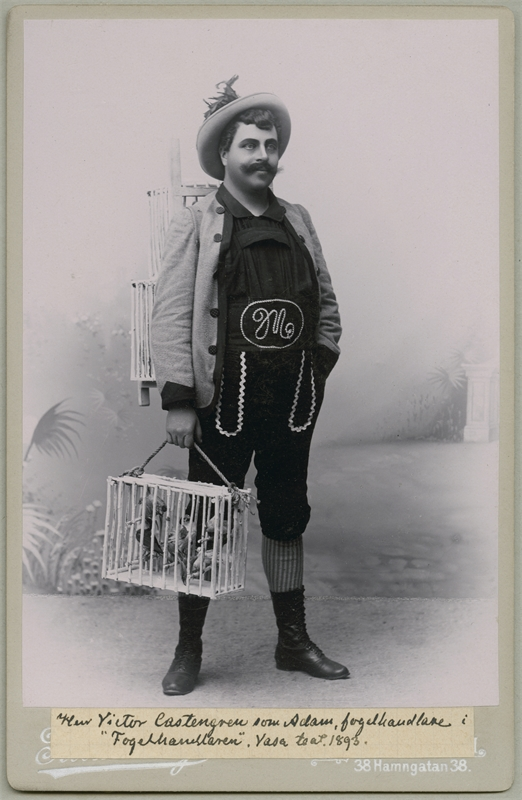
Victor Castegren i titelrollen vid det svenska uruppförandet 1893.

Fågelhandlaren (tyska: Der Vogelhändler) är en österrikisk operett i tre akter med musik av Carl Zeller. Librettot av Moritz West och Ludwig Held bygger på komedin Ce que deviennent les roses av Victor Varin och Edmond de Biéville.

## Historia
Moritz West hade skrivit Zellers tidigare libretti. Held var kulturchef på tidningen Neues Wiener Tageblatt och översättare av franska komedier. En av dessa var Ce que deviennent les roses från 1857, vilken kom att ligga till grund för operetten. Librettot skrevs under en semester i Tyrolen vilket märks på hur personerna talar och uppträder. Men på grund av censuren ändrades handlingen till regionen Pfalz i Tyskland nära staden Mannheim. Detta har gjort att Fågelhandlaren blivit lika populär i Tyskland som i Österrike. Rosorna i det franska originalet blev rosor av tyrolerart och manifesterades i operettens kanske mest kända melodi: "Schenkt man sich Rosen i Tirol". 
Wests och Helds libretto är en salig blandning av rustika karaktärer och utklädda ädlingar, men dess folkliga dialekt och bondeliv har gjort den till en genuin Volksoperette - ett relativt ovanligt stycke från operettens gyllene tidsålder. Följaktligen har den inte blivit lika populär utanför tysktalande länder som andra mer kosmopolitiska verk. Zellers musik äger stor charm, inte bara i de kända solistsångerna utan även i de utökade ensemblenumren vilket visar på Zellers förkärlek för körer.
Operetten hade urpremiär den 10 januari 1891 på Theater an der Wien i Wien och spelades 50 gånger första säsongen. Huvudrollen spelades av Alexander Girardi och Stanislaus av Rudolf del Zopp. 
I Sverige uppfördes operetten för första gången i Stockholm 1893, i Göteborg 1936 och i Malmö 1949.

## Filmversioner
Operetten har filmats flera gånger, exempelvis 1953 med Gerhard Riedmann, Ilse Werner, Wolf Albach-Retty och Eva Probst och 1962 med Cornelia Froboess, Peter Weck, Maria Sebaldt och Rudolf Platte.

## Viktigare personer
- Adam, fågelhandlare från Tyrolen (tenor)
- Christel, postiljon (sopran)
- Baron Weps, kurfurstlig jägmästare (baryton)
- Kurfurstinnan Marie (sopran)
- Baronessan Adelaide (alt)
- Greve Stanislaus, gardesofficer (tenor)
- Kammarherre von Scharrnagel (talroll)
- Würmchen, professor (bas)
- Süffle, professor (tenor)
- Schneck, borgmästare (baryton)
- Emmerenz, hans dotter (talroll)
- Fru Nebel, värdshusvärdinna (talroll)
- Jette, servitris (talroll)
- Quendel, hovlakej (talroll)

## Handling
Operetten utspelar sig i Rhenlandet i början av 1700-talet.
Akt I
Hjälten Adam, fågelhandlaren själv, kommer från Tyrolen och har sin fästmö boende i byn. Det är Christel, traktens brevbärare. När han kommer på besök råkar han träffa en bondflicka som kallar sig Marie, men som i själva verket är kurfurstinna. Hon reser omkring förklädd för att i hemlighet hålla ett öga på sin man kurfursten, som har en ombevittnad svaghet för vackra flickor. Denne kurfurste är väntad i samband med en planerad kunglig vildsvinsjakt men han ändrar sina planer och dyker därmed överhuvudtaget inte upp på scenen under hela operetten. Det gör istället den unge greven Stanislaus, som roar sig med att spela kurfurstens roll. Den höge herrn har nämligen aldrig varit i byn och ingen av byborna vet hur han ser ut. 
Christel bestämmer sig för att lägga ett gott ord för sin fästman Adam hos kurfursten. Platsen som föreståndaren för den kungliga djurparken är nämligen ledig och ingen skulle passa bättre för den posten än Adam anser Christel. Hon träffar "kurfursten", som alltså är greve Stanislaus, och denne lovar utan vidare Christel att hennes fästman ska få platsen i fråga.
Akt II
I kurfurstens slott blir Adam utsatt för ett ingående förhör av två professorer - ett prov för posten som föreståndare för djurparken. Han blir godkänd, trots att han gör sitt bästa för att svara uppåt väggarna på alla frågorna. Adam misstänker nämligen att hans Christel vid besöket hos "kurfursten" blivit förförd av den mäktige herrn och ville inte alls bli anställd hos honom. Snart upptäcker Adam vem den vackra bondflickan Marie, som han flirtat med i byn, egentligen är. Kurfurstinnan avslöjar inte bara sig själv. Stanlislaus rätta identitet blir också uppdagad.
Akt III
I tredje akten förenas till sist Adam med sin Christel, sedan alla missförstånd vederbörligen klarats upp, och de bestämmer sig för att lämna trakten och söka sin lycka i Tyrolen.

## Musiknummer
Nr. 1 Introduktion (Öppningsscen): Hurrah Nur her.... (Schneck, Weps, kör)
Nr. 2 Lied: Grüß euch Gott alle miteinander och Wie mein Ahnl zwanzig Jahr (Adam, kör)
Nr. 3 Duett: Als die Welt voll Rosen hing (Stanislaus, Weps)
Nr. 4 Fröhlich Pfalz Gott erhaltsoch Als geblüht der Kirschenbaum (Kurfurstinnan, Adelaide, kör)
Nr. 5 Lied: Ich bin die Christel von der Post (Christel)
Nr. 6 Terzett: Ach ihre Reputation och Schau mir nur recht ins Gesicht (Christel, Stansislaus, Weps)
Nr. 7 Final I: Vivat! Hoch! Hurra! - Schenkt man sich Rosen in Tirol - Adam, Adam - B'hüt dich Gott (alla)
Nr. 8 Introduktion till Akt II: Haben Sie gehört? - Man munkelt (Weps, kör)
Nr. 9 Duett: Ich bin der Prodekan (Süffle, Würmchen)
Nr. 10 Terzett: Bescheiden mit verschämten Wangen - Nur Contenance, nur Patience (Kurfurstinnan, Christel, Adelaide)
Nr. 11 Duett: Mir scheint ich kenn dich spröde Fee - Schau mir nur recht ins Gesicht (Stanislaus, Christel)
Nr. 12 Final II: Wir spiel'n bei Hof gar heut - Wie mein Ahnl zwanzig Jahr - Juhuhuhui was Lustig's jetzt (alla)
Nr. 13 Mellanspel (Orkester)
Nr. 14 Lied: Als geblüht der Kirschenbaum (Kurfurstinnan)
Nr. 15 Couplet (utelämnas ofta i uppsättningar) 
Nr. 16 Terzett: Kämpfe nie mit Frau'n (Christel, Stanislaus, Adam)
Nr. 17 Final III: B'hüt em Gott, alle miteinander - Ja man kann sich leicht blamieren (alla)